# 金山街道 (鹤壁市)
金山街道，是中华人民共和国河南省鹤壁市淇滨区下辖的一个乡镇级行政单位。

## 行政区划
金山街道下辖以下地区：
庞村、下庞村、冷泉村、许沟村、岔河村、东柴厂村、山后村、蔡庄村、辛村、刘庄村和弓家庄村。